# جون كوبوتا
جون كوبوتا (باليابانية: 久保田淳؛ بالكانا: くぼた じゅん) هو مدرس ياباني، ولد في 13 يونيو 1933 في طوكيو في اليابان.